# Juira!
«Juira!» es una canción y sencillo del grupo musical de Argentina Ciro y los Persas, incluida en su tercer álbum de estudio y primer doble titulado Naranja persa del año 2016. Fue lanzada como sencillo el 8 de marzo de 2017. El grupo musical de Argentina de electrónica Poncho lanzó una remezcla de la canción la cual fue lanzada como sencillo.

## Video musical
El video musical es una comedia musical protagonizada por Andrés Ciro Martínez y Griselda Siciliani, quienes interpretan a los encargados del funcionamiento de una residencia para enamorados.
El video musical, que tiene una estética de los años 80, muestra un hotel donde se hospedan varias parejas apostando a la convivencia duradera y cuenta con la participación de los integrantes de Los Persas, Luciano Cáceres, Pablo Pinto y un grupo de bailarines.
Fue dirigido por Eduardo Pinto y producido por Eusebia en la Higuera.